# Medalla Acharius
La Medalla Acharius es concedeix per la trajectòria en liquenologia i rep aquest nom en honor d'Erik Acharius.
La primera medalla Acharius Medal fou feta per la Seca Reial Sueca per a la Reial Acadèmia Sueca de Ciències en 1846, encara que el propòsit original de la medalla no ha estat registrat. En la seva trobada de 1990 a Regensburg, l'Associació Internacional per la Liquenologia (IAL) va resoldre que respectaria al mateix temps els èxits professionals i commemoraria Erik Acharius (reconegut com el "Pare de Liquenologia"), mitjançant la presentació de la medalla amb el seu nom.
Des que la Casa de la moneda sueca encara tenia l'encuny per la medalla de 1846, la LIA va disposar que es dissenyessin noves medalles. La primera de les noves medalles va ser lliurada aquell mateix any (1992) al congrés de l'associació a Båstad, Suècia.

## La medalla
La medalla és d'argent, amb el perfil d'Acharius en una cara i el nom del destinatari en l'altre.

## Receptors
2014:
- Peter Crittenden
- Pier-Luigi Nimis

2012:
- Ana María Crespo de Las Casas
- Leif Tibell

2010:
- Brian J. Coppins
- Thomas Hawkes Nash

2008:
- David J. Galloway
- Hannes Hertel
- Rosmarie Honegger

2006:
- Mark R. D. Seaward

2004:
- John A. Elix
- Ludger Kappen
- Marie-Agnès Letrouit-Galinou

2003
- David C. Smith

2002:
- David L. Hawksworth

2000:
- Teuvo Ahti
- Georges Clauzade
- Nina Golubkova

1996:
- Vernon Ahmadjian
- Siegfried Huneck
- Christian Leuckert

1994:
- Ernie Brodo
- Margalith Galun
- Syo Kurokawa
- Elisabeth Tschermak-Woess

1992:
- Dharani Awasti
- Chicita F. Culberson
- William L. Culberson
- Gunnar Degelius
- Aino Henssen
- James Peter
- Hildur Krog
- Otto Ludwig Lange
- Josef Poelt
- Rolf Santesson
- John W. Thomson
- Hans Trass
- Antonin Vězda